# شتيك
يعد مصطلح شتيك (بالإنجليزية: Shtick)‏ مصطلع هزلي أو وسيلة تحايل. دخلت الكلمة إلى اللغة الإنجليزية من اللغة اليديشية، مشتقة بدورها من اللغة الألمانية Stück والبولندية sztuka (وكلتاهما مشتقة في نهاية المطاف من اللغة الجرمانية الدائية stukkiją)، وكلها تعني «قطعة» أو «شيء».
الكلمة الإنجليزية «قطعة» تستخدم أحياناً في سياق مماثل. في السياق الكوميدي مصطلح يماثل «قليلا». بديل آخر هو «معاهدات الاستثمار الثنائية» أو فقط «معاهدات الاستثمار الثنائية». قد يشير مصطلح «التحايل» إلى شخصية متبناة، عادة ما يكون المقصود منها تقديم عروض كوميدية، والتي تستمر باستمرار (وإن لم تكن بالضرورة حصرية) طيلة مهنه المؤدي. في هذا الاستخدام، إن الشخصيات المتكررة التي تبناها لوريل وهاردي من خلال كل أفلامهما الكوميدية العديدة (على الرغم من أنها لعبت غالباً شخصيات تحمل أسماء ومهن مختلفة) كانت مؤهلة للتلاعب بها. قد يحافظ الممثل الكوميدي على العديد من الحيل المختلفة من هذا النوع، خاصة إذا ظهر في مجموعة متنوعة من العروض المشجعة للتطور في شخصيات متعددة، مثل (ساترداي نايت لايف).
في الاستعمال الشائع، صارت كلمة التحايل تعني أيضا اية موهبة، اسلوب، عادة، أو غرابة الاطوار الأخرى يكون الشخص معروفا جدا بها، حتى لو لم يكن القصد منها لاغراض كوميديا. على سبيل المثال، قد يقول شخص معروف محليا بقدرته على اكل عشرات النقانق بسرعة ان ذلك كان من فكاهته. بين اليهود الارثوذكس، يمكن ان تشير «التحايل» أيضا إلى فكاهة العرس، التي يقوم فيها ضيوف العرس بتسلية العروس والعريس من خلال الرقص، ارتداء الازياء، الحركات البهلوانيه، والسخرية.
بسبب جذوره في أعمال الاستعراض، صارت الفكاهة تُفهم من الفعل المفتَرَض والمستخدَم في اغلب الاحيان. لهذا السبب فإن الصحفيين والمعلقين كثيراً ما يطبقون هذه الكلمة باستخفاف على ردود السياسيين.

## أمثلة بارزة
- شخصية جاك بيني في برنامجه الإذاعي كانت معروفه بالبخل وعازف الكمان السيء، بالإضافة لكونه بعمر 39 دائماً. في الحياة الواقعية، كان بيني معروفاً بأنه عازف كمان كفء ومسرف، وبقي يحتفل بعيد ميلاده الـ 39 كل عام لأنه «لا يوجد شيء مضحك حول الـ 40».

- ثلاثة من الأخوة ماركس، غروتشو، شيكو وهاربو ماركس، كان لديهم اسلوب تحايل ذكي في الوقت الذي بدأوا فيه في صناعة الأفلام.
  - غروتشو، مع مشيته المنحنية، شاربه المشحوم، رفع الحاجب الفاسق، وسيجاره.
  - شيكو، بلكنته الإيطالية المزيفة، وأسلوب «إطلاق النار على المفاتيح» في العزف على البيانو، وسلوكه المغفل الحد.
  - هاربو، مع تمثيله الصامت، جيوبه التي تبدو بلا قاع لمعطفه، وقدرته على العزف على القيثارة.
  - اخ الاداء الرابع، زيبو، لم يتطور أبداً في الفكاهة وكان رجلاً مستقيماً في أفلامهم - رغم أن البعض جادلوا أن اللطافة و «الحالة الطبيعية» كانت في واقع الأمر تحايل.

- دبليو سي فيلدز شخصية لم تكن بعيدة عن نفسها في الحياه الواقعية، كونه كاره للبشر، كاره للنساء، مدمن كحول، بالإضافة إلى صوته الفريد وانفه المنتفخ المشهور.
- العديد من المؤدين طوروا خلال فترة بث برنامج ليلة السبت على الهواء تاريخ البث طويل التحايل بما يكفي لتتحول إلى أفلام روائية. أقدم هذه الأفلام كان «الأخوان بلوز»،  «الغرور الآخر» في فيلم دان أيكرود وجون بيلوشي، الذي أنتج فيلمين والعديد من ألبومات البلوز الفعلية. ومن بين الأفلام التي تلت ذلك في الأعوام اللاحقة، حقق بعض الأفلام نجاحاً مماثلاً (مثل عالم واين مايك مايرز)، في حين يُنظَر إلى أفلام أخرى باعتبارها كوارث خطيرة تجارية (جوليا سويني في كتابها بات!).
- خط هنري يونجمان القياسي «خذ زوجتي - من فضلك» كان جزءاً من فكاهته. كانت تتألف من عدة خطوط متسلسلة سريعة الطلقات.
- وتشمل فكاهات جوني كارسون الكثيرة دوره بوصفه "كارناك الرائع"، وهو عراف هندي قادر على معرفة الأجوبة على الأسئلة المختومة في ظروف و "محفوظ في جرة مايونيز مغلقة بإغلاق محكم على الشرفة الأمامية لفيلم" فنك وواغنلز منذ ظهر اليوم". توقيعه الغولف الوهمية المميزة في نهاية المونولوج له سيكون مؤهلا أيضا.
- كان الأسلوب الفكاهي الذي استخدمه كريس بيرمان في تعليقه على "ESPAN" ميله إلى إعطاء أسماء مستعارة إضافية للاعبين اعتماداً إلى أسمائهم الأخيرة (المقصود غالباً باتوريه أو المراجع الثقافية الشعبية). كما عُرِف عن بيرمان أنه كثيراً ما يقول إن لاعب كرة القدم «يستطيع أن يمضي على طول الطريق» في مسرحيات طويلة (سخريه على طريقة تسليم هاورد كوسيل).
- الكوميدي جورج كارلين انشئ دعابة «كلمات قذرة» مشهورة، «سبع كلمات قذرة».[2]
- تحايل أندرو دايس كلاي في روتينه الكوميدية تتمثل في روح الدعابة الفظة التي تحمل طابع كراهية النساء، وفي بعض الأحيان إعادة تفسير مبتذلة لقصائد الأطفال.
- كان تحايل رودني ديرفيلد تتمحور حول جملته الشهيرة «أنا لا أحصل على أي احترام»، وكانت مصحوبة بلفتة وجهه المميزة ونزع أو تعديل ربطة عنقه القرمزية.
- (تيفين كولبرت) أشار إلى شخصيته على أنها خادعه.
- كانت حيله ياكوف سميرنوف، في أوج حياته المهنية، تشتمل على مقارنات بين الولايات المتحدة والاتحاد السوفييتي، تخللتها عبارة «يا له من بلد!».
- نكتة لويس بلاك هي قمه الغضب الذي تبنى عليه روتينه؛ حاله أخرى هو الندم على ارتفاع ضغط دمه بسبب الإجهاد المفترض لهذه النوبات.
- كانت حيله سام كينسون تتجلى في إلقائه الصوتي المتزايد العاطفة والإجهاد، الأمر الذي أدى في كثير من الأحيان إلى الصراخ أو الصراخ، إلى الحد الذي أصبح عنده صوته أجش الصوت.
- حيله (بوب نيوارت) هي مكالماته الهاتفية الطويلة مع أشخاص خياليين أو تاريخيين فبمجرد الاستماع إلى تعليقات نيوهارت الجامدة، يتبقى للجمهور أن يستنتج ما يقوله الشخص الآخر.[3]
- كل الأعضاء الأصليين في (ويغلز) كانوا معروفين بإمتلاكهم للحيله. كان جيف فات يغط في النوم في أوقات غريبة، الأمر الذي دفع المشاهدين والآخرين إلى استدعاء العبارة الشهيرة «أيقظ جيف!»، وكان أنتوني فيلد يأكل الكثير من الطعام، وكان غريغ بيج يقوم بخدع سحرية، وكان موراي الطباخ مهووساً بالعزف على القيثارة.
- (بن) و (تيلر) يركزان بشكل رئيسي على أي جزء من الثنائي يتحدث ويقدم بن السرد الوحيد على المسرح وهو الصوت العام الوحيد للتمثيل، في حين لا يتحدث تيلر أبدا على المسرح أو على الكاميرا. في المقابلات على الكاميرا، يبقى (تيلر) في الظل، وفي ظروف نادرة عندما يتحدث (تيلر) على المسرح، يكون وجهه مظلما.
- شخصية جلبرت غوتفريد المسرحية، بصوته الشديد الصراخ ووجهه المقصوص على الدوام، كانت مجرد فكاهة ظلت قائمة طيلة كل ظهوره العلني وأدوار التلفاز والأفلام تقريبا.
- Larry the Cable Guy's شخصيه مسرحيه، تطورت خلال أيامه كعضو في طاقم راديو حديقة الحيوان الصباحي وعلى الرغم من ظهوره في العلن كشخص ريفي بلكنته الجنوبية العميقة، وميله إلى ارتداء قمصان فانيلية بدون أكمام وتوقيعه "Git-R-Done!" المشهور، الممثل الكوميدي، واسمه الحقيقي دانييل ويتني، من سكان نبراسكا.